# Axel Theodor Goës
Axel Theodor Goës, född 3 juli 1835 i Röks socken, Östergötlands län, död 20 augusti 1897 i Stockholm, var en svensk läkare och naturforskare. Han tillhörde den adliga ätten Goës.

## Biografi
Goës blev 1854 student vid Uppsala universitet och 1864 medicine licentiat vid samma universitet. Han medföljde som läkare och naturforskare Otto Torells expedition till Svalbard 1861, undersökte samma år havsfaunan kring norska Finnmarken och 1862, med understöd av Vetenskapsakademien, faunan utanför Sveriges västkust. 
År 1865 förordnades Goës till guvernements- och garnisonsläkare på Saint-Barthélemy, varifrån han gjorde omfattande undersökningar över Karibiska havets natur. Han samlade såväl från öns kuster som från de större, dittills föga genomforskade djupen (på 750 meter under havsytan) mängder av naturalier, vilka införlivades med Naturhistoriska riksmuseets samlingar. 
År 1870 tog Goës avsked från sin tjänst på Saint-Barthélemy och utnämndes 1871 till provinsialläkare i Boxholms distrikt, innehade 1879–85 samma post i Visby och 1885–95 i Kisa distrikt. Vid Köpenhamns universitets jubelfest 1879 utnämndes han till medicine hedersdoktor. Han skrev flera uppsatser i Vetenskapsakademiens "Öfversigt".